# Comment vont les affaires ?
Comment vont les affaires ? est une nouvelle humoristique de science-fiction de Jacques Sternberg.

## Publications
La nouvelle est initialement parue en mai 1957, dans Fiction, n°42, éditions OPTA.
Par la suite, la nouvelle a été publiée :
- dans le recueil Entre deux mondes incertains de Jacques Sternberg, 1er trimestre 1958, éd. Denoël (coll. Présence du futur n°21) ;
- dans Antología de novelas de anticipación XIII, éd. Domingo Santos, Espagne, 1971 ;
- dans Futurs sans avenir, Jacques Sternberg, éd. Robert Laffont (collection Ailleurs et Demain), 1971 ; réédition en 1977 au Le Livre de poche n°7017,  (ISBN 2-253-01771-X) ; réédition en 1979 ; réédition en 1982 ;
- dans Travelling Towards Epsilon, éd. Maxim Jakubowski / New English Library, 1977,  (ISBN 0-450-03068-7) ;
- dans l'anthologie Les Mosaïques du temps, Le Livre de poche (La Grande Anthologie de la science-fiction) n°7130, octobre 1990,  (ISBN 2-253-05450-X) ;
- dans Sociales fictions - Les androïdes rêvent-ils d'insertion sociale ?, éd. Bréal, septembre 2004  (ISBN 2-7495-0065-6).

## Résumé
Le narrateur est un commercial qui écrit ses commentaires personnels sur un carnet intime. Ces commentaires concernent aussi bien ses espoirs, ses craintes, ses doutes, sa vie de famille, sa vie conjugale, la situation des affaires en général, et le commerce du savon en particulier. Car il est le salarié d'une société multinationale qui vend des milliards de tonnes de savons par an ; elle occupe la première place sur ce marché et compte bien la garder. Et tout est bon pour les vendre. Y compris acheter une planète entière de savon, telle la planète Draguère. Y compris asservir des ouvriers comme des esclaves. Y compris agir avec un cynisme froid et calculateur.
Mais un jour, toutes ses actions butent sur un problème qu'elle n'avait pas prévu : les ouvriers envoyés sur place, sur Draguère, pour exploiter le savon, travaillent de moins en moins. La production décroît régulièrement avant de s'effondrer. Les contremaîtres qu'on y envoie ne reviennent jamais et ne donnent plus de nouvelles ; idem s'agissant des policiers, espions ou robots… Que se passe-t-il sur cette planète ? 
D'une production de millions de tonnes de savon par mois, on passe à quelques tonnes, puis à quelques kilogrammes, puis à quelques savons. Cette planète défie le bon sens ! Enfin, au bout d'une année on reçoit un savon, « LE » savon, peut-être le savon du millénaire !